# أندرو هندرسون (كاتب)
أندرو هندرسون (بالإنجليزية: Andrew Henderson)‏ (و. 1731 – 1775 م) هو كاتب، وكاتب مسرحي، وكاتب سير اسكتلندي، توفي عن عمر يناهز 44 عاماً.

## التعليم
تعلم في جامعة أبردين.